# Clive Talbot Jaffray
Clive Talbot Jaffray (geboren am 1. Juli 1865 in Berlin (Ontario); gestorben am 15. November 1956 in Minneapolis) war ein kanadisch-amerikanischer Banker und Eisenbahnmanager. Er war Präsident der First National Bank of Minneapolis und der Minneapolis, St. Paul and Sault Ste. Marie Railway (Soo Line).

## Leben
Clive T. Jaffray arbeitete zunächst auf der Merchants Bank of Canada in Waterloo (Ontario). 1885 zog er zu seinem Bruder Robert nach Chicago und arbeitete im Verlagswesen. 1887 begann er für die Northwestern National Bank in Minneapolis zu arbeiten. 1895 wechselte er zur First National Bank of Minneapolis und wurde am 11. Januar 1898 Direktor dieser Bank. 1917 wurde er Präsident der First National Bank. Nach dem überraschenden Tod von George Ray Huntington wechselte er 1923 an die Spitze der Minneapolis, St. Paul and Sault Ste. Marie Railway (seit 1922 Direktor der Gesellschaft). Gleichzeitig gab er seine Tätigkeit als Präsident der Bank auf. In dieser Position blieb er bis zum 31. August 1937. Unmittelbar nach seinem Ausscheiden ging das Unternehmen auf Grund der Weltwirtschaftskrise und einigen schlechten Ernten in die Konkursverwaltung. Jaffray blieb während dieser Zeit bis 1944 Chairman of the Board der Bahngesellschaft. Außerdem war er von 1924 bis 1944 Präsident der in Zwangsverwaltung befindlichen Tochtergesellschaft Wisconsin Central Railway.
1924 war er Chairman der Agricultur Credite Corporation, die die Landwirtschaft unterstützte. 1929 wurde er zusätzlich Chairman of Board der neu gegründete Bankenholding First National Stock Corporation. Ab 1933 bis 1941 war er Präsident dieses Unternehmens. Und anschließend war er wieder bis 1949 Chairman of the Board. Während dieser Zeit gelang es ihm die Bank durch die schwierige Zeit der Weltwirtschaftskrise zu bringen.
Er saß weiterhin in den Aufsichtsräten von American Radiator Company, Canadian Pacific Railway, Electric Machinery Manufacturing Company, Twin City Rapid Transit Company, Northwestern National Life Insurance, Northwestern Fire and Marine Insurance Company, Pillsbury Mills Inc., Title Insurance Company.
Clive T. Jaffray war aktiver Golfspieler und Mitgründer des Minikahda Glofclubs. Er wurde in die Minnesota Golf Hall of Fame aufgenommen.
Jaffray war verheiratet mit Madeleine Palmer (1862–1954). Das Paar hatte drei Söhne.